# Emanuele Fenzi

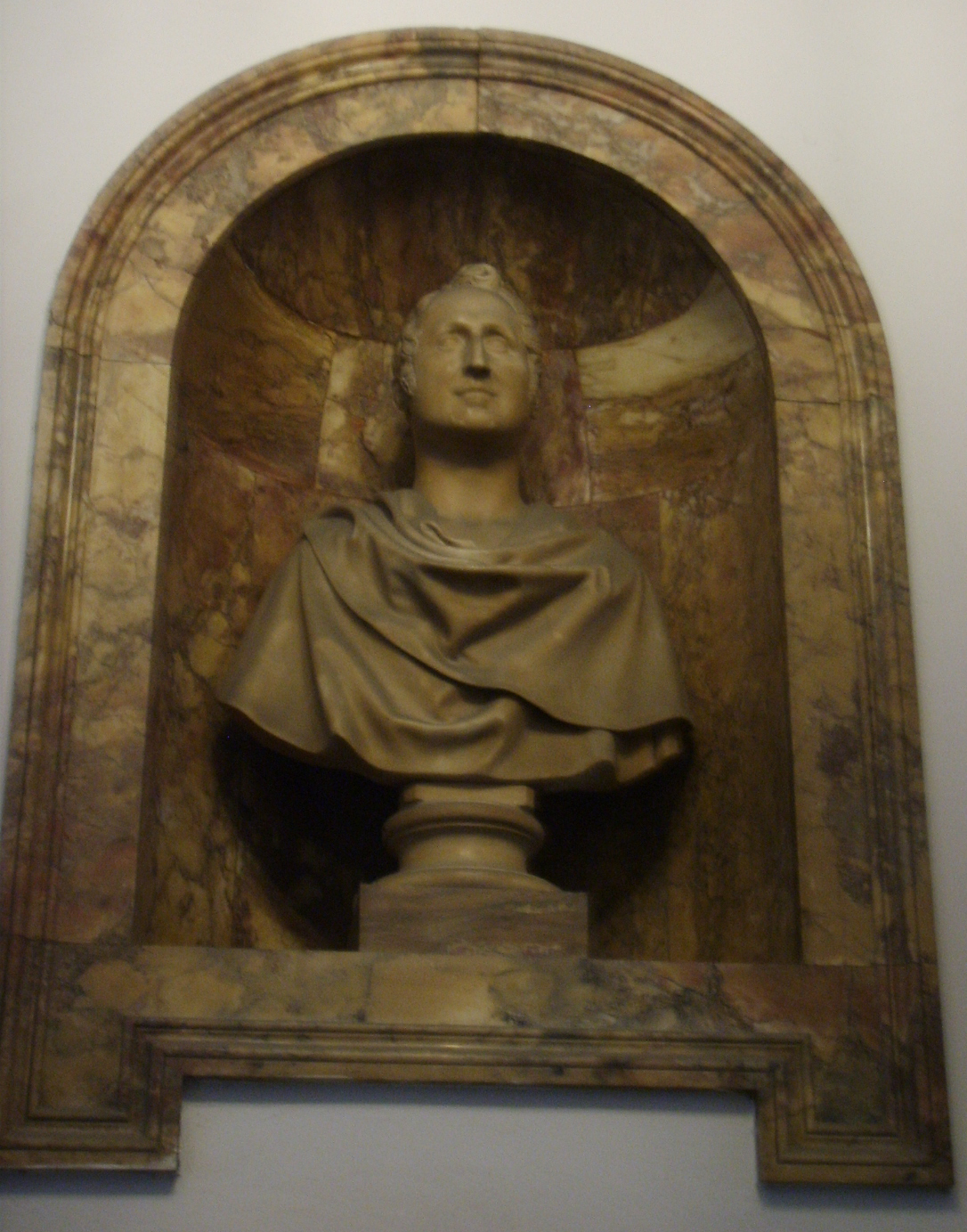
Busto di Emanuele Fenzi a Palazzo Fenzi

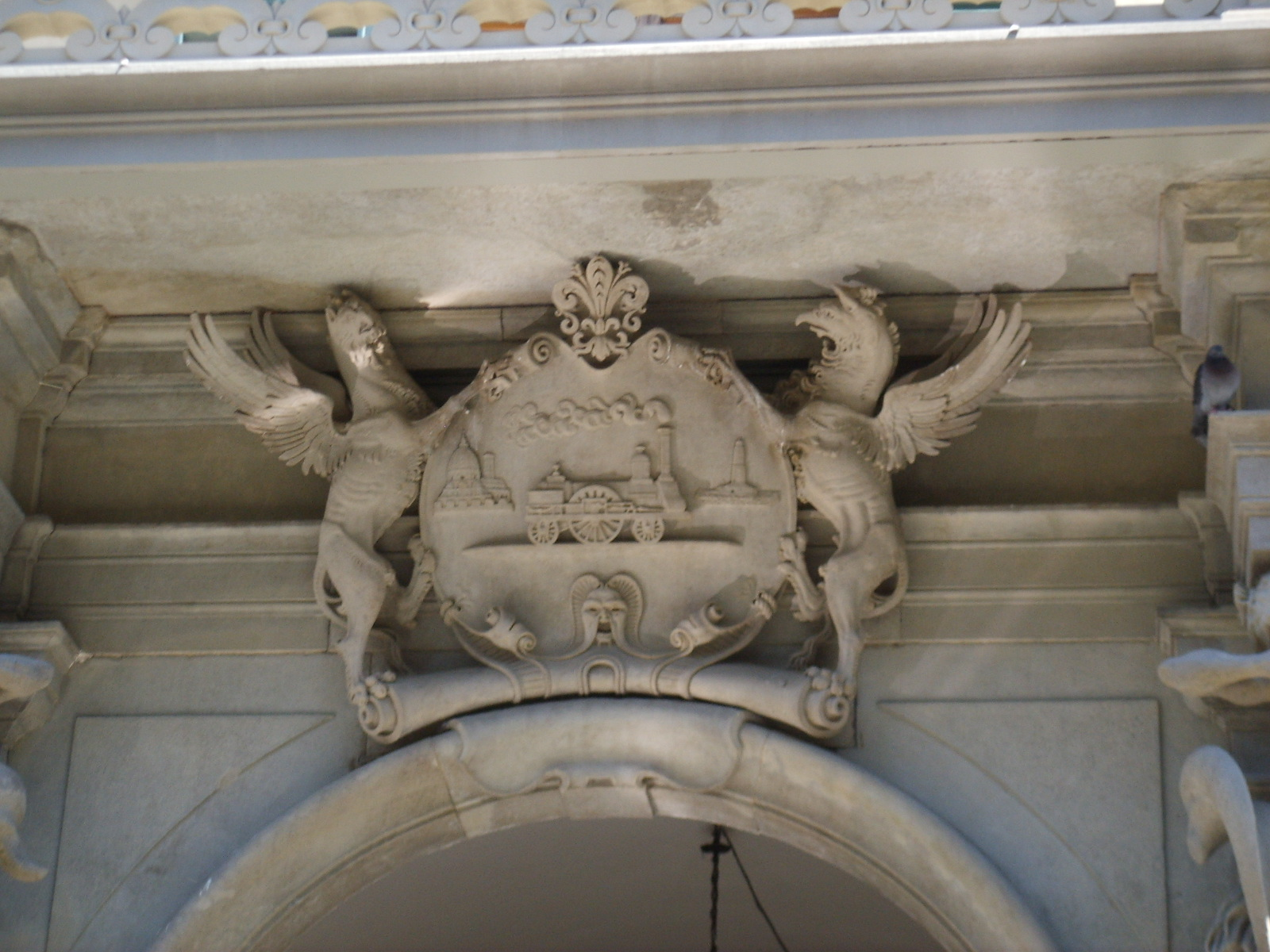
Emblema su palazzo Fenzi con la locomotiva

Emanuele Fenzi (Firenze, 8 aprile 1784 – Firenze, 10 gennaio 1875) è stato un banchiere, imprenditore e politico italiano.

## Biografia
Figlio del magistrato e giurista Cav. Jacopo Orazio Fenzi, dopo la morte del padre (1803) si trovò a soli diciannove anni a dover provvedere alla famiglia. Già formato come imprenditore seppe comunque dimostrare le sue capacità ottenendo già dal 1805 la gestione della ditta Bosi, Mazzarelli & C., che seppe mantenere con profitti crescenti. Da allora iniziò un successo economico inarrestabile: nel 1810 acquistò un palazzo in Corso dei Tintori e sposò Ernesta Lamberti, figlia di un facoltoso commerciante milanese, dalla quale ebbe quattro figli; lo stesso anno si staccò dalla società che lo aveva avviato all'industria e fondò con alcuni soci la Bandi, Orsi, Fenzi & C., specializzata nella produzione e commercio di tabacco e monopolista di questo prodotto nel Granducato di Toscana tra il 1814 e il 1820. 
Nel 1821 ebbe a disposizione abbastanza liquidità da aprire la Banca Fenzi, che si affermò presto in Italia e in Europa. Aprì una filiale in piazza della Signoria e dal 1829 acquistò quello che divenne Palazzo Fenzi in via San Gallo, messo in vendita dopo l'estinzione della famiglia Marucelli. 
Nel 1835 colse al volo l'opportunità del progetto di costruzione di una linea ferroviaria tra Firenze e il porto di Livorno, e accordandosi con la ditta livornese di Pietro Senn vinse il concorso aggiudicandosene l'appalto, stipulando un contratto con il governo granducale nel 1838. La ferrovia era una delle prime in Italia e prese il nome di Leopolda in onore del Granduca Leopoldo II di Lorena. Fenzi volle ricordare l'impresa ponendo una locomotiva a vapore sulla stemma di famiglia posto su Palazzo Fenzi. In campo trasportistico il nome del Fenzi è legato anche alla costruzione della tranvia del Chianti, della quale rappresentò assieme a Sidney Sonnino uno dei principali promotori.
Fenzi fu protagonista anche nell'industria siderurgica toscana e per un certo periodo possedette la miniera di Gavorrano, la ferriera di Mammiano sull'Appennino pistoiese e fu azionista della "Società per l'Industria del Ferro" Nel 1835 comprò dalla Magona tutti gli stabilimenti e gli edifici dei distretti di Pistoia e Pietrasanta.
Ebbe anche una carriera come politico, partecipando alle sedute del Senato Toscano tra il 1848 e il 1849 e fu tra i maggiori sostenitori del rientro del Granduca in Toscana. Dopo la caduta del Granducato divenne senatore del nuovo regno nel 1860, a patto di giurare fedeltà al nuovo governo.
Dopo la sua morte suoi eredi dispersero rapidamente la sua fortuna.